# Шентанел
Шентанел (словен. Šentanel) је насељено место у општини Преваље, Корушка регија, Словенија.

## Историја
До територијалне реорганизације у Словенији био је у саставу старе општине Равне на Корошкем.

## Становништво
На попису становништва из 2011. године, Шентанел је имао 192 становника.
| Број становника према пописима | Број становника према пописима | Број становника према пописима |
| ------------------------------ | ------------------------------ | ------------------------------ |
| 1991                           | 2002                           | 2011                           |
| 148                            | 179                            | 192                            |

Напомена: До 1955. исказивано под именом Шент Даниел, а од 1955. до 1970. године под именом Сподња Јамница.